# Шапел де Пот
Шапел де Пот (фр. Chapelle-des-Pots) насеље је и општина у западној Француској у региону Поату-Шарант, у департману Приморски Шарант која припада префектури Сент.
По подацима из 2011. године у општини је живело 971 становника, а густина насељености је износила 94,55 становника/km². Општина се простире на површини од 10,27 km². Налази се на средњој надморској висини од 75 метара (максималној 88 m, а минималној 19 m).

## Демографија
| 1962. | 1968. | 1975. | 1982. | 1990. | 1999. | 2011. |
| ----- | ----- | ----- | ----- | ----- | ----- | ----- |
| 510   | 550   | 694   | 823   | 890   | 875   | 971   |

График промене броја становника у току последњих година